# De Longs öar

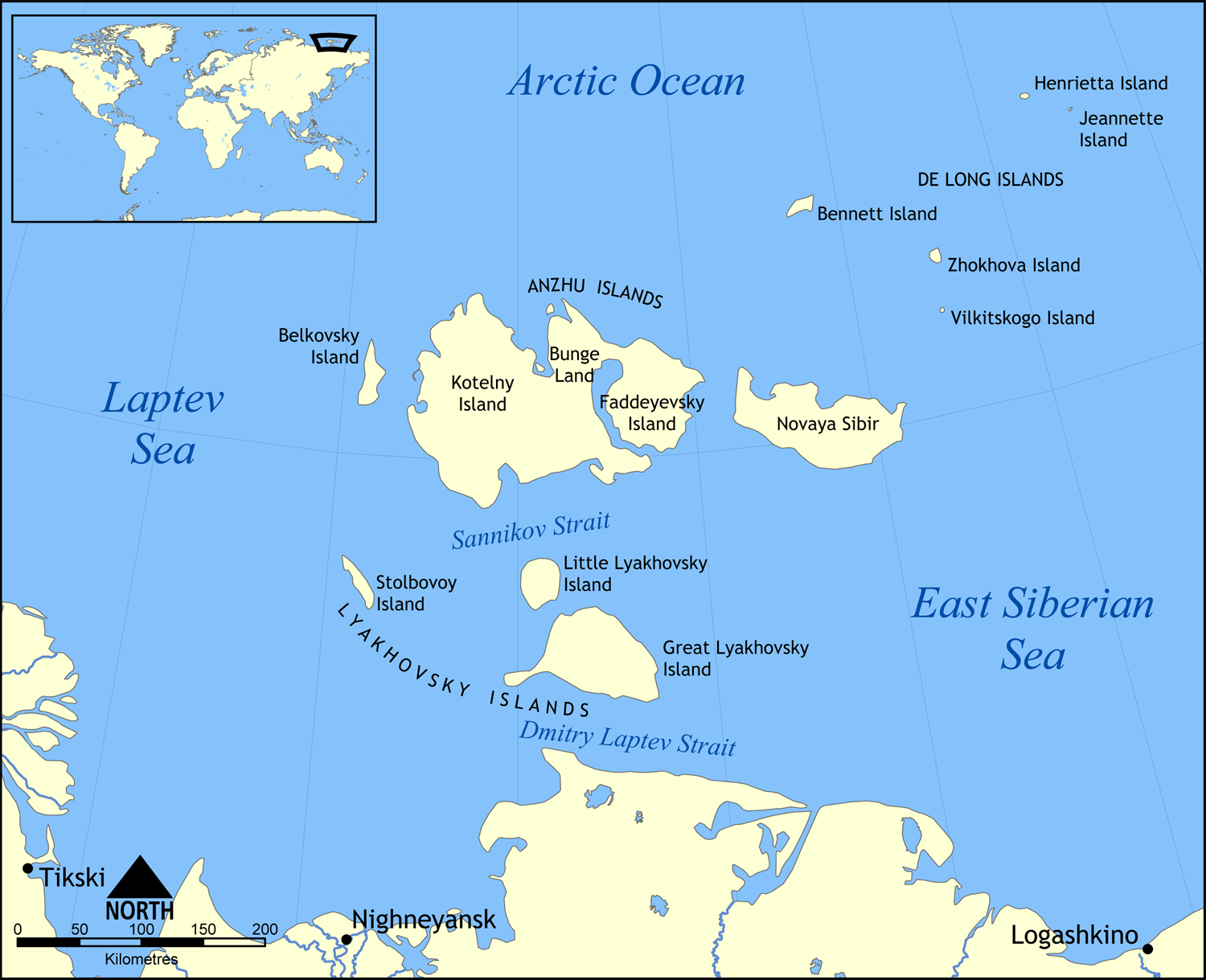
Områdeskarta

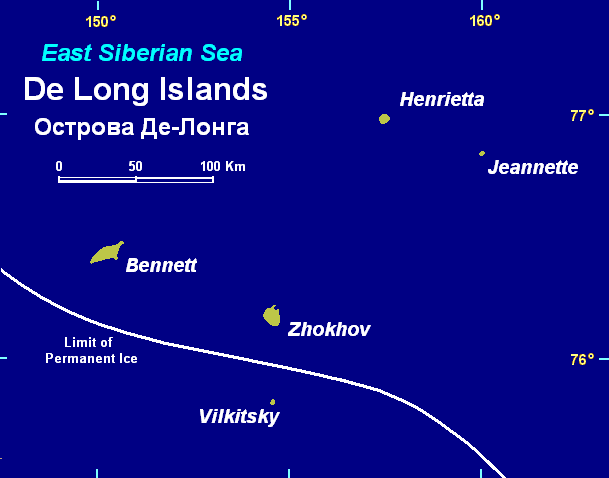
De Longs öar.

De Longs öar (ryska: Острова Де-Лонга, Ostrova De-Longa) är en ögrupp bland de Nysibiriska öarna i Norra ishavet och tillhör Ryssland.

## Historia
De Longs öar namngavs efter amerikanske upptäcktsresande George Washington DeLong som under en forskningsexpedition med fartyget Jeannette åren 1879 till 1881 upptäckte Bennettön, Henriettaön och Jeannetteön. Åren 1885 till 1886 och 1893 samt 1900-1902 genomförde balttyske upptäcktsresande Eduard Toll och Alexander Bunge i rysk tjänst en forskningsresa till området. Vilkitskijön och Zjochovön upptäcktes först 1913 av ryske Boris Vilkitskij under den stora tsarryska hydrografiska kartläggningsexpeditionen i Norra ishavet med fartygen "Tajmyr" och "Vajgatj" åren 1910-1915.

## Geografi
De Longs öar ligger ca 4 600 km nordöst om Moskva utanför Sibiriens nordöstra kust mellan Laptevhavet i väst och Östsibiriska havet i öst och utgör den nordligast ögruppen i området.
De obebodda öarna är av vulkaniskt ursprung och har en areal om cirka 228 km². Den högsta höjden är berget Tollja på ca 426 m ö.h. och ligger på Bennettön. Öarna räknas ibland som en egen fristående ögrupp.
Ögruppen består av de fem mindre öarna:
- Bennettön, huvudön, ca 150 km²
- Zjochovön, ca 58 km²
- Henriettaön, ca 12 km²
- Jeannetteön, ca 3,5 km²
- Vilkitskijön, ca 1,5 km²

Ca 80 % av landarealen är permanent istäckt av glaciärer.
Förvaltningsmässigt ingår området i den ryska delrepubliken Sacha.